# Rikshovmästare
Den här artikeln handlar om de nordiska rikshovmästarna. För motsvarande titel i det frankiska riket, se Major domus. För motsvarande titel i Skottland, se High steward.
Rikshovmästare, på danska rigshofmester, var titeln på en dansk riksämbetsman. 
Rikshovmästaren var den främste världslige medlemmen av riksrådet. I den egenskapen efterträdde han på 1400-talet riksdrotsen. Han skötte den inre förvaltningen och hovhållningen. Han hade även uppsikt över kronans gods och inkomster. Som den förnämste medlemmen av rådet var rikshovmästaren en synnerligen betydande man. Han var i kungens frånvaro dennes ställföreträdare och hade ett slags obestämd uppsikt över rikets förvaltning. Enligt Kristian III:s kungaförsäkran 1536 kunde rikshovmästaren och några andra personer i rådet ta emot klagomål från dem som blivit orättvist behandlade av kungen, och uppmana kungen att gottgöra sin oförrätt. Gjorde han inte det, fick riksrådet döma i tvisten. I samma försäkran bestämdes uttryckligen, att ämbetet alltid skulle vara besatt och att det skulle innehas av infödda danska adelsmän. Kungen fick från början utse vem han ville. I Fredrik III:s kungaförsäkran 1648 bestämdes dock att när posten blev ledig skulle rådet ta fram tre förslag. Av dessa skulle kungen välja en. Rikshovmästaren kunde inte avsättas och var inte ansvarig inför någon annan myndighet än rådet. Genom en förordning 1651 blev han självskriven medlem i en förmyndarregering. När enväldet infördes 1660 upphävdes ämbetet. Kungarna hade tidigare, trots att det inte var tillåtet, ofta låtit posten stå obesatt under längre tid. Efter reformationen var följande stormän rikshovmästare: Mogens Göye till 1544, Eiler Hardenberg 1559-1565, Peder Oxe 1566-75, Kristofer Valkendorff 1596-1601, Frans Rantzau 1632, Corfitz Ulfeldt 1643-52 och Jochum Gersdorff 1652-60.
Även i Norge fanns under medeltiden tidvis rikshovmästare. De mest kända var Hartvig Krummedige från 1453 och Niels Henrikssön Gyldenlöve, död 1523.

## Sverige
Från Danmark infördes ämbetet till Sverige. Det omnämns första gången i unionsförslaget 1436. Där står det att kungen i vart och ett av sina riken förutom riksdrots och riksmarsk även skall ha en rikshovmästare, som "regerar konungens gård", det vill säga sköter rikets finanser. På 1440-talet verkar hovmästaren i viss mån ha ersatt drotsen som rikets förnämste ämbetsman. Den förste, som hade ämbetet, var Bengt Jönsson (Oxenstierna). Efter Kristofers död 1448 blev han en av riksföreståndarna. Under den följande tiden fanns inte något drots, men däremot några, som hade titeln rikshovmästare. Det var Erik Eriksson (Gyllenstierna) under Karl Knutsson (Bonde):s regering och Erik Axelsson (Tott), som utsågs 1457 av Kristian I. Vid kung Hans' kröning 1497 utsågs Sten Sture den äldre till rikshovmästare. Senare var inte ämbetet tillsatt, förrän Gustav Vasa, sedan han valts till kung 1523, utsåg Ture Jönsson (Tre Rosor) till rikshovmästare. Vid Erik XIV:s kröning 1561 utnämndes Per Brahe d.ä. till Sveriges siste rikshovmästare. 
Sedan han 1569 fått det återinförda ämbetet riksdrots, utsågs ingen ytterligare rikshovmästare. Några av rikshovmästarens uppgifter övertogs senare av riksmarskalken. 